# Duško Pavasovič
Duško Pavasovič (ur. 15 października 1976 w Splicie) – słoweński szachista i trener szachowy (FIDE Trainer od 2013) pochodzenia chorwackiego, arcymistrz od 1999 roku.

## Kariera szachowa
Na arenie międzynarodowej barwy Słowenii reprezentuje od 1993 roku. Jest wielokrotnym medalistą indywidualnych mistrzostw Słowenii, m.in. trzykrotnie złotym (1999, 2006, 2007; turniej był jednocześnie memoriałem Milana Vidmara) i trzykrotnie srebrnym (1997, 1998, 2003). W 2007 roku osiągnął duży sukces, zajmując IV miejsce w rozegranych w Dreźnie VIII indywidualnych mistrzostwach Europy.
Wielokrotnie reprezentował Słowenię w turniejach drużynowych, m.in.:
- siedmiokrotnie na olimpiadach szachowych (w latach 1998, 2000, 2002, 2004, 2006, 2008, 2010)[7],
- ośmiokrotnie na drużynowych mistrzostwach Europy (w latach 1997, 1999, 2001, 2003, 2005, 2007, 2009, 2013)[8],
- siedmiokrotnie na turniejach o Puchar Mitropa (Mitropa Cup) (w latach 1997, 1998, 1999, 2002, 2003, 2005, 2009); pięciokrotny medalista: wspólnie z drużyną – trzykrotnie złoty (1997, 2002, 2005) i dwukrotnie brązowy (1998, 2003)[9].

Do największych sukcesów Duško Pavasovicia w turniejach międzynarodowych należą zwycięstwa w otwartych turniejach w Novej Goricy (1996, 2001), I m. w Feldbach (1997, wspólnie z Ludgerem Keitlinghausem), dz. II m. w Grazu (2001, za Władimirem Burmakinem, wspólnie z m.in. Henrikiem Teske i Wjaczesławem Ejnhornem), I m. w Novej Goricy (2002), II m. w Bledzie (2002, za Zoltanem Gyimesi), dz. II m. w Pardubicach (2004), dz. II m. w Rijece (2005, za Robertem Markusem), dz. I m. w Deizisau (2006, wspólnie z m.in. Dariuszem Szoenem), dz. II m. w Schwarzach (2006), I m. w Puli (2006), dz. II m. w Trieście (2006, za Igorem Jefimowem) oraz dz. I m. w Velden (2007).
Najwyższy ranking w dotychczasowej karierze osiągnął 1 stycznia 2004 r., z wynikiem 2615 punktów zajmował wówczas 86. miejsce na światowej liście FIDE, jednocześnie zajmując 2. miejsce (za Aleksandrem Bielawskim) wśród słoweńskich szachistów.